# Chikka-Galagali, Bijapur
Chikka-Galagali là một làng thuộc tehsil Bijapur, huyện Bijapur, bang Karnataka, Ấn Độ.